# Deutsche Aircraft D328eco
El Deutsche Aircraft D328eco, anteriormente conocido como D328NEU, es un avión turbohélice bimotor planeado que será desarrollado por Deutsche Aircraft. El avión se basa en el Dornier 328.

## Desarrollo
El 21 de agosto de 2019, 328 Support Services GmbH anunció la formación de DRA GmbH para establecer su línea de montaje final para el D328NEU en el aeropuerto de Leipzig/Halle, creando hasta 250 nuevos puestos de trabajo allí y más de 100 puestos de trabajo en Oberpfaffenhofen, cerca de Múnich; el programa debería detallarse a finales del primer trimestre de 2020. La empresa firmó un memorando de entendimiento con las autoridades federales de Alemania y los ministerios del Estado de Sajonia. Para reactivar el diseño de turbohélice, Sierra Nevada Corporation debería invertir 80 millones de euros (88,75 millones de dólares) en DRA GmbH, mientras que el Estado de Sajonia prometió 6,5 millones de euros.
El 29 de abril de 2020, DRA GmbH cambió el nombre de su D328NEU propuesto como "D328eco" y contrató a un ex especialista de Airbus en propulsión alternativa como su director de tecnología (CTO). DRA GmbH no podría utilizar el nombre "Dornier", ya que la marca comercial pertenece a Airbus y es utilizada por su subsidiaria Dornier Consulting. 
En cambio, DRA GmbH creó una nueva marca, Deutsche Aircraft, haciendo referencia a la ingeniería y la calidad alemanas. 
El 7 de diciembre de 2020, Deutsche Aircraft presentó el D328eco. Deutsche Aircraft planea estirar 2 m (6 pies 7 pulgadas) el D328eco hasta los 23,3 m (76,4 pies), para transportar hasta 43 pasajeros: 10 más que los 328 originales. Estará propulsado por Pratt & Whitney Canada PW127S y la aviónica avanzada podría permitir operaciones con un solo piloto. Deutsche Aircraft tiene como objetivo una velocidad de 600 km / h / 324 kn, una altitud de 9.144 m / 30.000 pies, operaciones desde pistas de 1.000 m (3.300 pies) y afirma un consumo de combustible de 2,6 l / 100 km (90 mpg-EE. UU.) Cada uno para 43 pasajeros. La potencia de los motores va de 2.180 a 2.750 hp (1.630 a 2.050 kW) con un 2-3% más de consumo de combustible específico al freno, el peso máximo de despegue se incrementa en 1.7 a 15.6 t (3.700 a 34.400 lb) como el Fairchild-Dornier 328JET. Los principales proveedores deben seleccionarse a mediados de 2021, el primer vuelo está planeado para 2024, la certificación de tipo complementario y la entrada al servicio están planeadas para 2025, mientras que la instalación está dimensionada para una producción de hasta 48 aviones por año.

## Especificaciones
| Variantes  | D328eco                       |
| ---------- | ----------------------------- |
| Capacidad  | 43                            |
| Longitud   | 23,31 metros (25,5 yd)        |
| Alas       | 20,98 metros (22,9 yd)        |
| Height     | 7,24 metros (7,9 yd)          |
| Fuselage   | 2,18 metros (2,4 yd) (width)  |
| Fuselage   | 1,86 metros (2 yd) (height)   |
| MTOW       | 15,6 toneladas (34 392,1 lb)  |
| Motor (x2) | Pratt & Whitney Canada PW127S |
| Runway     | 1000 metros (1093,6 yd)       |